# Félix Cottrau
Pierre-Félix Cottrau, auch Cottreau (* 6. März 1799 in Paris; † 19. Dezember 1852 ebenda), war ein französischer Porträt-, Genre- und Historienmaler.

## Leben

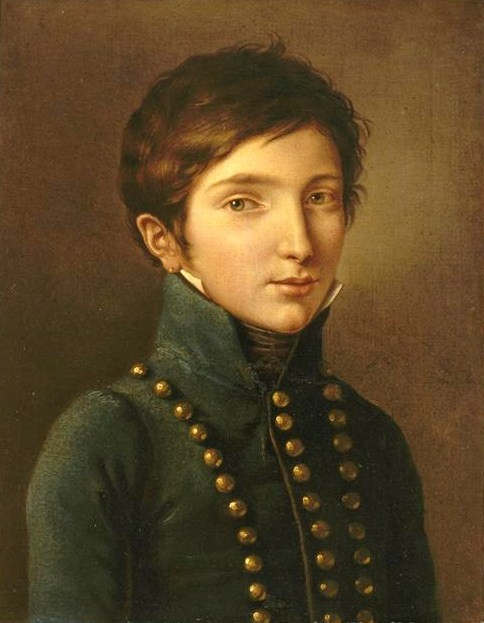
Porträt des Napoléon Louis Bonaparte, Schloss Malmaison

Cottrau, Sohn des aus Straßburg gebürtigen Guillaume Joseph Cottrau (1757–1825) und dessen Ehefrau Adelaide, einer geborenen Gräfin Girault d’Egrefeuille, wuchs in Paris, dann in Neapel auf, wohin der Vater, der im Gefolge Joseph Bonapartes und Joachim Murats sowie in leitenden Stellungen des Innenministeriums und der Kulturverwaltung des Königreichs Neapel tätig war, etwa Mitte der 1800er Jahre gekommen war. Eine akademische Malerausbildung erhielt Cottrau in Paris. In der Mitte der 1820er Jahre lebte er wieder in Neapel. Von 1827 bis 1845 nahm er mit Porträts sowie Bildern religiösen und historischen Inhalts an Ausstellungen des Salon de Paris teil. Als Günstling der Hortense de Beauharnais, in deren Umfeld er sich in Rom und auf Arenenberg aufhielt, schuf er mehrere Porträts seiner Gönnerin und ihrer Familie, etwa das Porträt ihres Sohns Napoléon Louis Bonaparte und 1834 das Bildnis von Hortense am Pyramidenklavier. 1846 wurde Cottrau die Auszeichnung Ritter der Ehrenlegion verliehen. 1852 war er im Dienste Kaiser Napoleons III. inspecteur des Beaux-Arts. Auf dem Cimetière Montparnasse wurde er bestattet. Ein Bildnis Cottraus ist in Gestalt einer Karikatur-Büste (portrait-charge) erhalten, die der französische Bildhauer Jean-Pierre Dantan (1800–1869) im Jahr 1829 in Rom geschaffen hat.
Neffen Cottraus waren die italienischen Komponisten Giulio und Teodoro Cottrau, der neapolitanische Fregatten-Kapitän Paolo Cottrau (1837–1896) sowie der italienische Ingenieur Alfredo Cottrau (1839–1898), alle Söhne seines älteren Bruders, des Kontrabassisten und Musikhistorikers Guillaume-Louis (Guglielmo Luigi) Cottrau (1797–1847).